# Герман Стайнер
Ге́рман Ста́йнер (Штайнер до переїзду до США, англ. Herman Steiner; 15 квітня 1905, Дунайська Стреда, Австро-Угорщина — 25 листопада 1955, Лос-Анджелес, США) — американський шахіст угорсько-єврейського походження. Міжнародний майстер (1950), переможець відкритого чемпіонату США 1942 і 1946 років, чемпіон США 1948, віцечемпіон США 1946 року. Учасник міжзонального турніру 1952 (11-13-те місця).
Учасник 4 шахових олімпіад у складі команди США, переможець олімпіади 1931 року і другий призер олімпіади 1928 року.
Популяризатор шахів на Західному узбережжі США, де заснував шаховий клуб Hollywood Chess Group і організував Панамериканські турніри 1945 і 1954 років. Редактор шахової колонки в «Los Angeles Times».

## Життєпис

### Перші роки у США
Народився на угорських землях Австро-Угорщини (тепер місто Дунайська Стреда входить до складу Словаччини). У 16-річному віці емігрував до Сполучених Штатів Америки, де спочатку жив у Нью-Йорку, поділив перше місце в чемпіонаті штату Нью-Йорк 1929 року з Якобом Бернстайном).
Не надто вдало виступив у турнірах у Будапешті 1928 року і Бредлі Біч 1929 року. В угорському Дьйорі 1930 року посів друге місце після Айзека Кешдена попереду посередніх місцевих шахістів. 1932 року зіграв матч із Файном, який програв із мінімальним рахунком 4½:5½.

### Діяльність у Каліфорнії
1932 року переїхав до Лос-Анджелеса. Там аж до смерти вів шахову колонку в газеті «Los Angeles Times» і став активним організатором шахового життя. Узяв участь у сильному турнірі в Пасадені 1932 року за участю Александра Алехіна, де поділив 3-5-те місця (з Дейком і Решевським), а на змаганні в Сірак'юз 1934, що зібрало найсильніших американських майстрів, фінішував у середині таблиці.
У Мехіко 1935 року, в турнірі за участю місцевих шахістів і трьох запрошених американських майстрів (Стайнер, Файн і Дейк) гості легко перемогли мексиканців у всіх партіях і поділили між собою 1-3-тє місця. Того самого року в Лос-Анджелесі Стайнер програв матч Артурові Дейку — 1½:4½.
Учасник шахових олімпіад 1928 (2-ге місце), 1930 (6-те місце), 1931 (1-ше місце) і 1950 (4-те місце) років. На олімпіаді-31 показав результат 70,8 % на першій запасній шахівниці, що було другим найкращим індивідуальним показником змагань. Серед переможених у Празі були Ерік Лундін, господар турніру Карел Опоченський, художник і шахіст Марсель Дюшан. На олімпіаді-50 призначений капітаном команди.
Учасник трьох матчів СРСР — США. У першому матчі, 1945 року, він єдиний серед американців мав плюсовий результат, перемігши Ігоря Бондаревського (1½:½). У матчах 1946 і 1955 років зіграв гірше, набравши, відповідно, ½ і 0 очок.
Співорганізатор Панамериканського турніру 1945 року, який зібрав гравців з Північної та Південної Америки. У церемонії відкриття взяла участь співачка і танцівниця Кармен Міранда, а серед глядачів була Марлен Дітріх. Самуель Решевський переміг у турнірі й здобув головний приз у розмірі $1000.
На дуже сильному турнірі в Ґронінґені 1946 року посів 18-те місце серед 20 учасників.
Запрошений бути шаховим радником у голлівудському фільмі «Cass Timberlane» (1947), де актори розігрували шахову партію.
Такі знані кіноактори Лорен Беколл, Гамфрі Богарт, Шарль Буає та Хосе Феррер були відвідувачами шахового клубу Hollywood Chess Group, який організував Стайнер.
Серед успіхів у міжнародних турнірах:
- Пасадена, 1932 — 3-5-те місця (з Дейком і Решевським)
- Гастінґс, 1945/46 — 3-5-те місця (з Ейве та Денкером)
- Лондон, 1946 — 1-ше місце (попереду попереду Бернштейна, Тартаковера та інших)

### Смерть, сім'я
25 листопада 1955 року під час чемпіонату Каліфорнії після нічиєї проти Вільяма Аддісона повідомив, що почувається погано, і попросив відкласти наступну партію, яка була запланована на другу половину дня. Помер близько 21:30 під час огляду лікаря. Причиною смерті стала коронарна оклюзія (закупорка судин серця).
Мав дружину Сельму і синів Юджіна та Арміна.